# Formulação matemática da mecânica quântica
As formulações matemáticas da mecânica quântica são aqueles formalismos matemáticos que permitem uma descrição rigorosa da mecânica quântica. Este formalismo matemático usa principalmente uma parte da análise funcional, especialmente espaços de Hilbert, que são um tipo de espaço linear. Eles se distinguem dos formalismos matemáticos para teorias da física desenvolvidas antes do início dos anos 1900 pelo uso de estruturas matemáticas abstratas, como espaços de Hilbert de dimensão infinita (espaço L2 principalmente), e operadores nesses espaços. Em resumo, valores de observáveis físicos como energia e momento não eram mais considerados como valores de funções no espaço de fase, mas como autovalores; mais precisamente como valores espectrais de operadores lineares no espaço de Hilbert.
Essas formulações da mecânica quântica continuam a ser usadas hoje. No cerne da descrição estão as ideias de estado quântico e observáveis quânticos, que são radicalmente diferentes daquelas usadas em modelos anteriores de realidade física. Enquanto a matemática permite o cálculo de muitas quantidades que podem ser medidas experimentalmente, há um limite teórico definido para valores que podem ser medidos simultaneamente. Essa limitação foi elucidada pela primeira vez por Heisenberg por meio de um experimento mental, e é representada matematicamente no novo formalismo pela não comutatividade de operadores que representam observáveis quânticos.
Antes do desenvolvimento da mecânica quântica como uma teoria separada, a matemática usada na física consistia principalmente em análise matemática formal, começando com cálculo e aumentando em complexidade até a geometria diferencial e equações diferenciais parciais. A teoria da probabilidade foi usada na mecânica estatística. A intuição geométrica desempenhou um papel importante nas duas primeiras e, consequentemente, as teorias da relatividade foram formuladas inteiramente em termos de conceitos geométricos diferenciais. A fenomenologia da física quântica surgiu aproximadamente entre 1895 e 1915, e durante os 10 a 15 anos antes do desenvolvimento da mecânica quântica (por volta de 1925), os físicos continuaram a pensar na teoria quântica dentro dos limites do que hoje é chamado de física clássica e, em particular, dentro das mesmas estruturas matemáticas. O exemplo mais sofisticado disso é a regra de quantização de Sommerfeld, Wilson, e Ishiwara, que foi formulada inteiramente no espaço de fase clássico.

## História do formalismo

### A "antiga teoria quântica" e a necessidade de uma nova matemática
Na década de 1890, Planck conseguiu derivar o espectro do corpo negro, que mais tarde foi usado para evitar a catástrofe ultravioleta clássica ao fazer a suposição pouco ortodoxa de que, na interação da radiação eletromagnética com a matéria, a energia só poderia ser trocada em unidades discretas que ele chamou de quanta. Planck postulou uma proporcionalidade direta entre a frequência da radiação e o quantum de energia naquela frequência. A constante de proporcionalidade, h, agora é chamada de constante de Planck em sua homenagem.[carece de fontes?]
Em 1905, Einstein explicou certas características do efeito fotoelétrico ao assumir que os quanta de energia de Planck eram partículas reais, que mais tarde foram apelidadas de fótons.[carece de fontes?]
Todos esses desenvolvimentos eram fenomenológicos e desafiavam a física teórica da época. Bohr e Sommerfeld continuaram a modificar a mecânica clássica em uma tentativa de deduzir o modelo de Bohr a partir dos primeiros princípios. Eles propuseram que, de todas as órbitas clássicas fechadas traçadas por um sistema mecânico em seu espaço de fase, apenas aquelas que envolviam uma área que era um múltiplo da constante de Planck eram realmente permitidas. A versão mais sofisticada desse formalismo era a chamada quantização de Sommerfeld, Wilson e Ishiwara. Embora o modelo de Bohr do átomo de hidrogênio pudesse ser explicado dessa forma, o espectro do átomo de hélio (classicamente um problema de três corpos insolúvel) não podia ser previsto. O status matemático da teoria quântica permaneceu incerto por algum tempo.[carece de fontes?]
Em 1923, de Broglie propôs que a dualidade do par onda e partícula se aplicava não apenas aos fótons, mas aos elétrons e a todos os outros sistemas físicos.[carece de fontes?]
A situação mudou rapidamente nos anos de 1925–1930, quando fundamentos matemáticos funcionais foram encontrados através do trabalho inovador de Erwin Schrödinger, Werner Heisenberg, Max Born, Pascual Jordan e o trabalho fundamental de John von Neumann, Hermann Weyl e Paul Dirac, e tornou-se possível unificar várias abordagens diferentes em termos de um novo conjunto de ideias. A interpretação física da teoria também foi esclarecida nesses anos após Werner Heisenberg descobrir as relações de incerteza e Niels Bohr introduzir a ideia de complementaridade.[carece de fontes?]

### A "nova teoria quântica"
A mecânica matricial de Werner Heisenberg foi a primeira tentativa bem-sucedida de replicar a quantização observada de espectros atômicos. Mais tarde, no mesmo ano, Schrödinger criou sua mecânica ondulatória. O formalismo de Schrödinger foi considerado mais fácil de entender, visualizar e calcular, pois levou a equações diferenciais, que os físicos já estavam familiarizados com a solução. Em um ano, foi demonstrado que as duas teorias eram equivalentes.[carece de fontes?]
O próprio Schrödinger inicialmente não entendeu a natureza probabilística fundamental da mecânica quântica, pois pensava que o quadrado absoluto da função de onda de um elétron deveria ser interpretado como a densidade de carga de um objeto espalhado por um volume de espaço estendido, possivelmente infinito. Foi Max Born quem introduziu a interpretação do quadrado absoluto da função de onda como a distribuição de probabilidade da posição de um objeto pontual. A ideia de Born foi logo assumida por Niels Bohr em Copenhague, que então se tornou o "pai" da interpretação de Copenhague da mecânica quântica. A função de onda de Schrödinger pode ser vista como intimamente relacionada à equação de Hamilton e Jacobi clássica. A correspondência com a mecânica clássica era ainda mais explícita, embora um pouco mais formal, na mecânica matricial de Heisenberg. Em seu projeto de tese de doutorado, Paul Dirac descobriu que a equação para os operadores na representação de Heisenberg, como é chamada agora, se traduz de perto em equações clássicas para a dinâmica de certas quantidades no formalismo hamiltoniano da mecânica clássica, quando alguém as expressa por meio de colchetes de Poisson, um procedimento agora conhecido como quantização canônica.[carece de fontes?]
Já antes de Schrödinger, o jovem bolsista de pós-doutorado Werner Heisenberg inventou sua mecânica matricial, que foi a primeira mecânica quântica correta – o avanço essencial. A formulação da mecânica matricial de Heisenberg foi baseada em álgebras de matrizes infinitas, uma formulação muito radical à luz da matemática da física clássica, embora ele tenha começado a partir da terminologia de índice dos experimentalistas da época, nem mesmo ciente de que seus "esquemas de índice" eram matrizes, como Born logo apontou para ele. De fato, nesses primeiros anos, a álgebra linear não era geralmente popular entre os físicos em sua forma atual.[carece de fontes?]
Embora o próprio Schrödinger depois de um ano tenha provado a equivalência de sua mecânica ondulatória e da mecânica matricial de Heisenberg, a reconciliação das duas abordagens e sua abstração moderna como movimentos no espaço de Hilbert é geralmente atribuída a Paul Dirac, que escreveu um relato lúcido em seu clássico de 1930 Os Princípios da Mecânica Quântica. Ele é o terceiro, e possivelmente o mais importante, pilar desse campo (logo ele foi o único a ter descoberto uma generalização relativística da teoria). Em seu relato acima mencionado, ele introduziu a notação bra e ket, juntamente com uma formulação abstrata em termos do espaço de Hilbert usado na análise funcional; ele mostrou que as abordagens de Schrödinger e Heisenberg eram duas representações diferentes da mesma teoria, e encontrou uma terceira, mais geral, que representava a dinâmica do sistema. Seu trabalho foi particularmente frutífero em muitos tipos de generalizações do campo.[carece de fontes?]
A primeira formulação matemática completa dessa abordagem, conhecida como axiomas de Dirac e von Neumann, é geralmente creditada ao livro de John von Neumann de 1932, Fundamentos Matemáticos da Mecânica Quântica, embora Hermann Weyl já tivesse se referido aos espaços de Hilbert (que ele chamou de espaços unitários) em seu artigo clássico de 1927 e livro de 1928. Ela foi desenvolvida em paralelo com uma nova abordagem para a teoria espectral matemática baseada em operadores lineares em vez das formas quadráticas que eram a abordagem de David Hilbert uma geração antes. Embora as teorias da mecânica quântica continuem a evoluir até hoje, há uma estrutura básica para a formulação matemática da mecânica quântica que fundamenta a maioria das abordagens e pode ser rastreada até o trabalho matemático de John von Neumann. Em outras palavras, as discussões sobre a interpretação da teoria e extensões a ela são agora conduzidas principalmente com base em suposições compartilhadas sobre os fundamentos matemáticos.[carece de fontes?]

### Desenvolvimentos posteriores
A aplicação da nova teoria quântica ao eletromagnetismo resultou na teoria quântica de campos, que foi desenvolvida a partir de 1930. A teoria quântica de campos impulsionou o desenvolvimento de formulações mais sofisticadas da mecânica quântica, das quais as apresentadas aqui são casos especiais simples.[carece de fontes?]
- Formulação de Feynman da mecânica quântica
- Formulação de espaço de fase da mecânica quântica e quantização geométrica
- teoria quântica de campos em espaço-tempo curvo
- teoria quântica de campos axiomática, algébrica, e construtiva
- formalismo da álgebra C*
- modelo estatístico generalizado da mecânica quântica

Um tópico relacionado é a relação com a mecânica clássica. Qualquer nova teoria física deve ser reduzida a teorias antigas bem-sucedidas em alguma aproximação. Para a mecânica quântica, isso se traduz na necessidade de estudar o chamado limite clássico da mecânica quântica. Além disso, como Bohr enfatizou, as habilidades cognitivas humanas e a linguagem estão inextricavelmente ligadas ao reino clássico e, portanto, as descrições clássicas são intuitivamente mais acessíveis do que as quânticas. Em particular, a quantização, ou seja, a construção de uma teoria quântica cujo limite clássico é uma teoria clássica dada e conhecida, torna-se uma área importante da física quântica em si mesma.[carece de fontes?]
Finalmente, alguns dos criadores da teoria quântica (notavelmente Einstein e Schrödinger) estavam descontentes com o que pensavam ser as implicações filosóficas da mecânica quântica. Em particular, Einstein assumiu a posição de que a mecânica quântica deve ser incompleta, o que motivou a pesquisa nas chamadas teorias de variáveis ocultas. A questão das variáveis ocultas tornou-se em parte uma questão experimental com a ajuda da óptica quântica.[carece de fontes?]

## Postulados da mecânica quântica
Um sistema físico é geralmente descrito por três ingredientes básicos: estados; observáveis; e dinâmica (ou lei da evolução temporal) ou, mais geralmente, um grupo de simetrias físicas. Uma descrição clássica pode ser dada de forma bastante direta por um modelo de espaço de fase da mecânica: estados são pontos em um espaço de fase formulado por variedade simplética, observáveis são funções de valor real nele, a evolução temporal é dada por um grupo de um parâmetro de transformações simpléticas do espaço de fase, e simetrias físicas são realizadas por transformações simpléticas. Uma descrição quântica normalmente consiste em um espaço de Hilbert de estados, observáveis são operadores autoadjuntos no espaço de estados, a evolução temporal é dada por um grupo de um parâmetro de transformações unitárias no espaço de Hilbert de estados, e simetrias físicas são realizadas por transformações unitárias. (É possível mapear esta imagem/representação do espaço de Hilbert para uma formulação de espaço de fase, invertivelmente. Veja abaixo.)[carece de fontes?]
O seguinte resumo da estrutura matemática da mecânica quântica pode ser parcialmente rastreado até os axiomas de Dirac e von Neumann.

### Descrição do estado de um sistema
Cada sistema físico isolado está associado a um espaço de Hilbert complexo separável  (topologicamente) H com produto interno ⟨φ|ψ⟩.[carece de fontes?]

O estado de um sistema físico isolado é representado, em um tempo fixo {\displaystyle t}, por um vetor de estado {\displaystyle |\psi \rangle } pertencente a um espaço de Hilbert {\displaystyle {\mathcal {H}}} chamado de espaço de estado.

Separabilidade é uma hipótese matematicamente conveniente, com a interpretação física de que o estado é determinado exclusivamente por muitas observações contáveis. Estados quânticos podem ser identificados com classes de equivalência em H, onde dois vetores (de comprimento 1) representam o mesmo estado se eles diferem apenas por um fator de fase:
{\displaystyle |\psi _{k}\rangle \sim |\psi _{l}\rangle \;\;\Leftrightarrow \;\;|\psi _{k}\rangle =e^{i\alpha }|\psi _{l}\rangle ,\quad \ \alpha \in \mathbb {R} }
Como tal, um estado quântico é um elemento de um espaço de Hilbert projetivo, convencionalmente denominado "raio".
Acompanhando o Postulado I está o postulado do sistema composto:

O espaço de Hilbert de um sistema composto é o produto tensorial do espaço de Hilbert dos espaços de estado associados aos sistemas componentes. Para um sistema que não é relativístico consistindo de um número finito de partículas distinguíveis, os sistemas componentes são as partículas individuais.

Na presença de emaranhamento quântico, o estado quântico do sistema composto não pode ser fatorado como um produto tensorial de estados de seus constituintes locais; em vez disso, é expresso como uma soma, ou superposição, de produtos tensoriais de estados de subsistemas componentes. Um subsistema em um sistema composto emaranhado geralmente não pode ser descrito por um vetor de estado (ou um raio), mas sim por um operador de densidade; tal estado quântico é conhecido como um estado misto. O operador de densidade de um estado misto é uma classe de traço, operador autoadjunto que não é negativo (semidefinido positivo) ρ normalizado para ser de traço 1. Por sua vez, qualquer operador de densidade de um estado misto pode ser representado como um subsistema de um sistema composto maior em um estado puro (teorema da purificação).[carece de fontes?]
Na ausência de emaranhamento quântico, o estado quântico do sistema composto é chamado de estado separável. A matriz de densidade de um sistema bipartido em um estado separável pode ser expressa como {\displaystyle \rho =\sum _{k}p_{k}\rho _{1}^{k}\otimes \rho _{2}^{k}}, onde {\displaystyle \;\sum _{k}p_{k}=1}. Se houver apenas um único {\displaystyle p_{k}} diferente de zero, então o estado pode ser expresso como {\textstyle \rho =\rho _{1}\otimes \rho _{2}}, e é chamado simplesmente de estado separável ou produto.[carece de fontes?]

### Medição em um sistema

#### Descrição das grandezas físicas
Observáveis físicos são representados por matrizes Hermitianas em H. Como esses operadores são Hermitianos, seus autovalores são sempre reais e representam os possíveis resultados/saídas da medição do observável correspondente. Se o espectro do observável for discreto, então os resultados possíveis são quantizados.[carece de fontes?]

Toda grandeza física mensurável {\displaystyle {\mathcal {A}}} é descrita por um operador hermitiano {\displaystyle A} atuando no espaço de estados {\displaystyle {\mathcal {H}}}. Este operador é um observável, o que significa que seus autovetores formam uma base para {\displaystyle {\mathcal {H}}}. O resultado da medição de uma grandeza física {\displaystyle {\mathcal {A}}} deve ser um dos autovalores do observável correspondente {\displaystyle A}.

#### Resultados da medição
Pela teoria espectral, podemos associar uma medida de probabilidade aos valores de A em qualquer estado ψ. Também podemos mostrar que os valores possíveis do observável A em qualquer estado devem pertencer ao espectro de A. O valor esperado (no sentido da teoria da probabilidade) do observável A para o sistema no estado representado pelo vetor unitário ψ ∈ H é {\displaystyle \langle \psi |A|\psi \rangle }. Se representarmos o estado ψ na base formada pelos autovetores de A, então o quadrado do módulo do componente anexado a um dado autovetor é a probabilidade de observar seu autovalor correspondente.[carece de fontes?]

Quando a grandeza física {\displaystyle {\mathcal {A}}} é medida em um sistema em um estado normalizado {\displaystyle |\psi \rangle }, a probabilidade de obter um autovalor (denotado {\displaystyle a_{n}} para espectros discretos e {\displaystyle \alpha } para espectros contínuos) do observável correspondente {\displaystyle A} é dada pela amplitude ao quadrado da função de onda apropriada (projeção no autovetor correspondente).
{\displaystyle {\begin{alignedat}{3}\mathbb {P} (a_{n})&=|\langle a_{n}|\psi \rangle |^{2}&&\,\,{\text{(Espectro que não é degenerado, discreto)}}\\\mathbb {P} (a_{n})&=\sum _{i}^{g_{n}}|\langle a_{n}^{i}|\psi \rangle |^{2}&&\,\,{\text{(Espectro degenerado, discreto)}}\\d\mathbb {P} (\alpha )&=|\langle \alpha |\psi \rangle |^{2}d\alpha &&\,\,{\text{(Espectro que não é degenerado, contínuo)}}\end{alignedat}}}

Para um estado misto ρ, o valor esperado de A no estado ρ é {\displaystyle \operatorname {tr} (A\rho )}, e a probabilidade de obter um autovalor {\displaystyle a_{n}} em um espectro que não é degenerado, discreto, do observável correspondente {\displaystyle A} é dada por {\displaystyle \mathbb {P} (a_{n})=\operatorname {tr} (|a_{n}\rangle \langle a_{n}|\rho )=\langle a_{n}|\rho |a_{n}\rangle }.[carece de fontes?]
Se o autovalor {\displaystyle a_{n}} tem autovetores ortonormais, degenerados, {\displaystyle \{|a_{n1}\rangle ,|a_{n2}\rangle ,\dots ,|a_{nm}\rangle \}}, então o operador de projeção no autosubespaço pode ser definido como o operador de identidade no autosubespaço: [carece de fontes?]{\displaystyle P_{n}=|a_{n1}\rangle \langle a_{n1}|+|a_{n2}\rangle \langle a_{n2}|+\dots +|a_{nm}\rangle \langle a_{nm}|} e então {\displaystyle \mathbb {P} (a_{n})=\operatorname {tr} (P_{n}\rho )}.
Os postulados II.a e II.b são conhecidos coletivamente como a regra de Born da mecânica quântica.[carece de fontes?]

#### Efeito da medição no estado
Quando uma medição é realizada, apenas um resultado é obtido (de acordo com algumas interpretações da mecânica quântica). Isso é modelado matematicamente como o processamento de informações adicionais da medição, confinando as probabilidades de uma segunda medição imediata do mesmo observável. No caso de um espectro não degenerado, discreto, duas medições sequenciais do mesmo observável sempre darão o mesmo valor, assumindo que a segunda segue imediatamente a primeira. Portanto, o vetor de estado deve mudar como resultado da medição e colapsar no autosubespaço associado ao autovalor medido.[carece de fontes?]

Se a medição da grandeza física {\displaystyle {\mathcal {A}}} no sistema no estado {\displaystyle |\psi \rangle } der o resultado {\displaystyle a_{n}}, então o estado do sistema imediatamente após a medição é a projeção normalizada de {\displaystyle |\psi \rangle } no autosubespaço associado a {\displaystyle a_{n}}

 {\displaystyle |\psi \rangle \quad {\overset {a_{n}}{\Longrightarrow }}\quad {\frac {P_{n}|\psi \rangle }{\sqrt {\langle \psi |P_{n}|\psi \rangle }}}}

Para um estado misto ρ, após obter um autovalor {\displaystyle a_{n}} em um espectro que não é degenerado, discreto, do observável correspondente {\displaystyle A}, o estado atualizado é dado por {\textstyle \rho '={\frac {P_{n}\rho P_{n}^{\dagger }}{\operatorname {tr} (P_{n}\rho P_{n}^{\dagger })}}}. Se o autovalor {\displaystyle a_{n}} tem autovetores ortonormais degenerados {\displaystyle \{|a_{n1}\rangle ,|a_{n2}\rangle ,\dots ,|a_{nm}\rangle \}}, então o operador de projeção no autosubespaço é {\displaystyle P_{n}=|a_{n1}\rangle \langle a_{n1}|+|a_{n2}\rangle \langle a_{n2}|+\dots +|a_{nm}\rangle \langle a_{nm}|}.[carece de fontes?]
Os postulados II.c são algumas vezes chamados de "regra de atualização de estado" ou "regra de colapso"; junto com a regra de Born (Postulados II.a e II.b), eles formam uma representação completa de medições e algumas vezes são coletivamente chamados de postulado(s) de medição.[carece de fontes?]
Observe que as medidas de valor de projeção (PVM) descritas nos postulados de medição podem ser generalizadas para medidas de valor de operador positivo (POVM), que é o tipo mais geral de medição na mecânica quântica. Um POVM pode ser entendido como o efeito em um subsistema componente quando um PVM é executado em um sistema composto maior (teorema de dilatação de Naimark).[carece de fontes?]

### Evolução temporal de um sistema
A equação de Schrödinger descreve como um vetor de estado evolui ao longo do tempo. Dependendo do texto, ela pode ser derivada de outras suposições, motivada por fundamentos heurísticos ou afirmada como um postulado. As derivações incluem o uso da relação de De Broglie entre comprimento de onda e momento ou integrais de caminho.
De forma equivalente, o postulado da evolução temporal pode ser declarado como:[carece de fontes?]

A evolução temporal do vetor de estado {\displaystyle |\psi (t)\rangle } é governada pela equação de Schrödinger, onde {\displaystyle H(t)} é o observável associado à energia total do sistema (chamado de Hamiltoniano)

{\displaystyle i\hbar {\frac {d}{dt}}|\psi (t)\rangle =H(t)|\psi (t)\rangle }

Para um sistema fechado em um estado misto ρ, a evolução temporal é {\displaystyle \rho (t)=U(t;t_{0})\rho (t_{0})U^{\dagger }(t;t_{0})}[carece de fontes?]

A evolução temporal de um sistema fechado é descrita por uma transformação unitária no estado inicial.

{\displaystyle |\psi (t)\rangle =U(t;t_{0})|\psi (t_{0})\rangle }

A evolução de um sistema quântico aberto pode ser descrita por operações quânticas (em um formalismo de soma de operadores) e instrumentos quânticos, e geralmente não precisa ser unitária.[carece de fontes?]

### Outras implicações dos postulados
- Simetrias físicas agem no espaço de Hilbert de estados quânticos unitariamente ou antiunitariamente devido ao teorema de Wigner (supersimetria é outra questão completamente diferente).[carece de fontes?]
- Operadores de densidade são aqueles que estão no fechamento do casco convexo dos projetores ortogonais unidimensionais. Por outro lado, projetores ortogonais unidimensionais são pontos extremos do conjunto de operadores de densidade. Físicos também chamam projetores ortogonais unidimensionais de estados puros e outros operadores de densidade de estados mistos.[carece de fontes?]
- Pode-se, neste formalismo, declarar o princípio da incerteza de Heisenberg e prová-lo como um teorema, embora a sequência histórica exata de eventos, a respeito de quem derivou o quê e sob qual estrutura, seja o assunto de investigações históricas fora do escopo deste artigo.[carece de fontes?]

Além disso, aos postulados da mecânica quântica também se deve adicionar afirmações básicas sobre as propriedades do spin e o princípio de exclusão de Pauli, veja abaixo.[carece de fontes?]

### Spin
Além de suas outras propriedades, todas as partículas possuem uma grandeza chamada spin, um momento angular intrínseco. Apesar do nome, as partículas não giram literalmente em torno de um eixo, e o spin mecânico quântico não tem correspondência na física clássica. Na representação de posição, uma função de onda sem spin tem posição r e tempo t como variáveis contínuas, ψ = ψ(r, t). Para funções de onda de spin, o spin é uma variável discreta adicional: ψ = ψ(r, t, σ), onde σ assume os valores;[carece de fontes?]
{\displaystyle \sigma =-S\hbar ,-(S-1)\hbar ,\dots ,0,\dots ,+(S-1)\hbar ,+S\hbar }
Isto é, o estado de uma única partícula com spin S é representado por um spinor de (2S + 1)-componente de funções de onda de valor complexo.[carece de fontes?]
Duas classes de partículas com comportamento muito diferente são bósons que têm spin inteiro (S = 0, 1, 2, ...), e férmions que possuem spin meio inteiro (S = 1⁄2, 3⁄2, 5⁄2, ...).[carece de fontes?]

### Postulado de simetrização
Na mecânica quântica, duas partículas podem ser distinguidas uma da outra usando dois métodos. Ao realizar uma medição das propriedades intrínsecas de cada partícula, partículas de diferentes tipos podem ser distinguidas. Caso contrário, se as partículas forem idênticas, suas trajetórias podem ser rastreadas, o que distingue as partículas com base na localidade de cada partícula. Enquanto o segundo método é permitido na mecânica clássica (ou seja, todas as partículas clássicas são tratadas com distinguibilidade), o mesmo não pode ser dito para partículas mecânicas quânticas, uma vez que o processo é inviável devido aos princípios fundamentais da incerteza que governam pequenas escalas. Portanto, o requisito de indistinguibilidade de partículas quânticas é apresentado pelo postulado de simetrização. O postulado é aplicável a um sistema de bósons ou férmions, por exemplo, na previsão dos espectros do átomo de hélio. O postulado, explicado nas seções a seguir, pode ser declarado da seguinte forma:[carece de fontes?]
Exceções podem ocorrer quando as partículas são restringidas a duas dimensões espaciais onde a existência de partículas conhecidas como anyons é possível, as quais são ditas como tendo um contínuo de propriedades estatísticas abrangendo o intervalo entre férmions e bósons. A conexão entre o comportamento de partículas idênticas e seu spin é dada pelo teorema de estatística e spin.[carece de fontes?]

A função de onda de um sistema de N partículas idênticas (em 3D) é totalmente simétrica (bósons) ou totalmente antisimétrica (férmions) sob troca de qualquer par de partículas.

Pode ser demonstrado que duas partículas localizadas em diferentes regiões do espaço ainda podem ser representadas usando uma função de onda simetrizada/antissimetrizada e que o tratamento independente dessas funções de onda dá o mesmo resultado. Portanto, o postulado de simetrização é aplicável no caso geral de um sistema de partículas idênticas.

#### Degeneração de troca
Em um sistema de partículas idênticas, seja P conhecido como operador de troca que atua na função de onda como:
{\displaystyle P{\bigg (}\cdots |\psi \rangle |\phi \rangle \cdots {\bigg )}\equiv \cdots |\phi \rangle |\psi \rangle \cdots }
Se um sistema físico de partículas idênticas for dado, a função de onda de todas as partículas pode ser bem conhecida a partir da observação, mas estas não podem ser rotuladas para cada partícula. Assim, a função de onda trocada acima representa o mesmo estado físico que o estado original, o que implica que a função de onda não é única. Isso é conhecido como degeneração de troca.
Mais geralmente, considere uma combinação linear de tais estados, {\displaystyle |\Psi \rangle }. Para a melhor representação do sistema físico, esperamos que este seja um autovetor de P, já que o operador de troca não é esperado para fornecer vetores completamente diferentes no espaço de Hilbert projetivo. Já que {\displaystyle P^{2}=1}, os possíveis autovalores de P são +1 e −1. Os estados {\displaystyle |\Psi \rangle } para sistemas de partículas idênticos são representados como simétricos para autovalor +1 ou antisimétricos para autovalor -1, como segue:[carece de fontes?]
{\displaystyle P|\cdots n_{i},n_{j}\cdots ;S\rangle =+|\cdots n_{i},n_{j}\cdots ;S\rangle }
{\displaystyle P|\cdots n_{i},n_{j}\cdots ;A\rangle =-|\cdots n_{i},n_{j}\cdots ;A\rangle }

#### Princípio de exclusão de Pauli
A propriedade de spin se relaciona com outra propriedade básica referente a sistemas de N partículas idênticas: o princípio de exclusão de Pauli, que é uma consequência do seguinte comportamento de permutação de uma função de onda de N-partículas; novamente na representação de posição deve-se postular que para a transposição de quaisquer duas das N partículas deve-se sempre ter:[carece de fontes?]
{\displaystyle \psi (\dots ,\,\mathbf {r} _{i},\sigma _{i},\,\dots ,\,\mathbf {r} _{j},\sigma _{j},\,\dots )=(-1)^{2S}\cdot \psi (\dots ,\,\mathbf {r} _{j},\sigma _{j},\,\dots ,\mathbf {r} _{i},\sigma _{i},\,\dots )}
ou seja, na transposição dos argumentos de quaisquer duas partículas a função de onda deve reproduzir, além de um prefator (−1)2S que é +1 para bósons, mas (−1) para férmions.
Elétrons são férmions com S = 1/2; quanta de luz são bósons com S = 1.[carece de fontes?]
Devido à forma da função de onda anti-simetrizada:
{\displaystyle \Psi _{n_{1}\cdots n_{N}}^{(A)}(x_{1},\ldots ,x_{N})={\frac {1}{\sqrt {N!}}}\left|{\begin{matrix}\psi _{n_{1}}(x_{1})&\psi _{n_{1}}(x_{2})&\cdots &\psi _{n_{1}}(x_{N})\\\psi _{n_{2}}(x_{1})&\psi _{n_{2}}(x_{2})&\cdots &\psi _{n_{2}}(x_{N})\\\vdots &\vdots &\ddots &\vdots \\\psi _{n_{N}}(x_{1})&\psi _{n_{N}}(x_{2})&\cdots &\psi _{n_{N}}(x_{N})\\\end{matrix}}\right|}
se a função de onda de cada partícula for completamente determinada por um conjunto de números quânticos, então dois férmions não podem compartilhar o mesmo conjunto de números quânticos, já que a função resultante não pode ser antissimetrizada (ou seja, a fórmula acima dá zero). O mesmo não pode ser dito dos bósons, já que sua função de onda é:[carece de fontes?]
{\displaystyle |x_{1}x_{2}\cdots x_{N};S\rangle ={\frac {\prod _{j}n_{j}!}{N!}}\sum _{p}\left|x_{p(1)}\right\rangle \left|x_{p(2)}\right\rangle \cdots \left|x_{p(N)}\right\rangle }
onde {\displaystyle n_{j}} é o número de partículas com a mesma função de onda.[carece de fontes?]

#### Exceções ao postulado de simetrização
Na mecânica quântica que não é relativística, todas as partículas são bósons ou férmions; nas teorias quânticas relativísticas, também existem teorias "supersimétricas", onde uma partícula é uma combinação linear de uma parte bosônica e uma parte fermiônica. Somente na dimensão d = 2 é possível construir entidades onde (−1)2S é substituído por um número complexo arbitrário com magnitude 1, chamado anyons. Na mecânica quântica relativística, o teorema estatístico de spin pode provar que, sob certo conjunto de suposições, as partículas de spin inteiro são classificadas como bósons e as partículas de meio spin são classificadas como férmions. Anyons que não formam estados simétricos nem antisimétricos são considerados como tendo spin fracionário.[carece de fontes?]
Embora spin e o princípio de Pauli só possam ser derivados de generalizações relativísticas da mecânica quântica, as propriedades mencionadas nos dois últimos parágrafos pertencem aos postulados básicos já no limite que não é relativístico. Especialmente, muitas propriedades importantes na ciência natural, por exemplo, o sistema periódico da química, são consequências das duas propriedades.[carece de fontes?]

## Estrutura matemática da mecânica quântica

### Representações da dinâmica
- Na chamada representação de Schrödinger da mecânica quântica, a dinâmica é dada da seguinte forma:

A evolução temporal do estado é dada por uma função diferenciável dos números reais R, representando instantes de tempo, para o espaço de Hilbert de estados do sistema. Este mapa é caracterizado por uma equação diferencial da seguinte forma: Se |ψ(t)⟩ denota o estado do sistema em qualquer momento t, a seguinte equação de Schrödinger é válida:
Equação de Schrödinger  (geral)
{\displaystyle i\hbar {\frac {d}{dt}}\left|\psi (t)\right\rangle =H\left|\psi (t)\right\rangle }

onde H é um operador autoadjunto densamente definido, chamado de Hamiltoniano do sistema, i é a unidade imaginária e ħ é a constante de Planck reduzida. Como um observável, H corresponde à energia total do sistema.
Alternativamente, pelo teorema de Stone, pode-se afirmar que há um mapa unitário fortemente contínuo de um parâmetro U(t): H → H tal que
{\displaystyle \left|\psi (t+s)\right\rangle =U(t)\left|\psi (s)\right\rangle }
para todos os tempos s, t. A existência de um hamiltoniano auto-adjunto H tal que
{\displaystyle U(t)=e^{-(i/\hbar )tH}}
é uma consequência do teorema de Stone sobre grupos unitários de um parâmetro. Assume-se que H não depende do tempo e que a perturbação começa em t0 = 0; caso contrário, deve-se usar a série de Dyson, escrita formalmente como
{\displaystyle U(t)={\mathcal {T}}\left[\exp \left(-{\frac {i}{\hbar }}\int _{t_{0}}^{t}dt'\,H(t')\right)\right]}
onde {\displaystyle {\mathcal {T}}} é o símbolo de ordenação temporal de Dyson.
(Este símbolo permuta um produto de operadores não comutativos da forma
{\displaystyle B_{1}(t_{1})\cdot B_{2}(t_{2})\cdot \dots \cdot B_{n}(t_{n})}
na expressão reordenada determinada exclusivamente
{\displaystyle B_{i_{1}}(t_{i_{1}})\cdot B_{i_{2}}(t_{i_{2}})\cdot \dots \cdot B_{i_{n}}(t_{i_{n}})}
O resultado é uma cadeia causal, a causa primária no passado no máximo r.h.s., e finalmente o efeito presente no máximo l.h.s. .)
- A representação de Heisenberg da mecânica quântica foca em observáveis e, em vez de considerar estados como variáveis no tempo, ela considera os estados como fixos e os observáveis como mutáveis. Para ir da representação de Schrödinger para a de Heisenberg, é preciso definir estados independentes do tempo e operadores dependentes do tempo assim:
{\displaystyle \left|\psi \right\rangle =\left|\psi (0)\right\rangle }
{\displaystyle A(t)=U(-t)AU(t)}
É então facilmente verificado que os valores esperados de todos os observáveis são os mesmos em ambas as representações
{\displaystyle \langle \psi \mid A(t)\mid \psi \rangle =\langle \psi (t)\mid A\mid \psi (t)\rangle }
e que os operadores de Heisenberg dependentes do tempo satisfazem
Representação de Heisenberg (geral)
{\displaystyle {\frac {d}{dt}}A(t)={\frac {i}{\hbar }}[H,A(t)]+{\frac {\partial A(t)}{\partial t}},}

o que é verdade para A = A(t) dependente do tempo. Observe que a expressão do comutador é puramente formal quando um dos operadores é ilimitado. Alguém especificaria uma representação para a expressão para fazer sentido dela.
- A chamada representação de Dirac ou representação de interação tem estados e observáveis dependentes do tempo, evoluindo com relação a diferentes hamiltonianos. Esta representação é mais útil quando a evolução dos observáveis pode ser resolvida exatamente, confinando quaisquer complicações à evolução dos estados. Por esta razão, o hamiltoniano para os observáveis é chamado de "hamiltoniano livre" e o hamiltoniano para os estados é chamado de "hamiltoniano de interação". Em símbolos:
Representação de Dirac
{\displaystyle i\hbar {\frac {d}{dt}}\left|\psi (t)\right\rangle ={H}_{\rm {int}}(t)\left|\psi (t)\right\rangle }
{\displaystyle i\hbar {\frac {d}{dt}}A(t)=[A(t),H_{0}]}

A representação de interação nem sempre existe, no entanto. Em teorias de campos quânticos de interação, o teorema de Haag afirma que a representação de interação não existe. Isso ocorre porque o hamiltoniano não pode ser dividido em uma parte livre e uma parte interativa dentro de um setor de superseleção. Além disso, mesmo que na representação de Schrödinger o hamiltoniano não dependa do tempo, por exemplo, H = H0 + V, na representação de interação ele depende, pelo menos, se V não comuta com H0, uma vez que
{\displaystyle H_{\rm {int}}(t)\equiv e^{{(i/\hbar })tH_{0}}\,V\,e^{{(-i/\hbar })tH_{0}}}
Então a série de Dyson mencionada acima tem que ser usada de qualquer forma.
A representação de Heisenberg é a mais próxima da mecânica hamiltoniana clássica (por exemplo, os comutadores que aparecem nas equações acima são diretamente traduzidos para os colchetes clássicos de Poisson); mas isso já é um tanto "intelectual", e a representação de Schrödinger é considerada a mais fácil de visualizar e entender pela maioria das pessoas, a julgar por relatos pedagógicos da mecânica quântica. A representação de Dirac é a usada na teoria de perturbação e é especialmente associada à teoria quântica de campos e à física de muitos corpos.

Equações semelhantes podem ser escritas para qualquer grupo unitário de simetrias de um parâmetro do sistema físico. O tempo seria substituído por uma coordenada adequada parametrizando o grupo unitário (por exemplo, um ângulo de rotação ou uma distância de translação) e o hamiltoniano seria substituído pela quantidade conservada associada à simetria (por exemplo, momento angular ou linear).

Resumo:
| Evolução de:        | Representação                                                                                            | Representação                                                                                 | Representação |
| Evolução de:        | Schrödinger (S)                                                                                          | Heisenberg (H)                                                                                | Interação (I) |
| Estado ket          | {\displaystyle \|\psi _{\rm {S}}(t)\rangle =e^{-iH_{\rm {S}}~t/\hbar }\|\psi _{\rm {S}}(0)\rangle }      | constante                                                                                     | {\displaystyle \|\psi _{\rm {I}}(t)\rangle =e^{iH_{0,\mathrm {S} }~t/\hbar }\|\psi _{\rm {S}}(t)\rangle }              |
| Observável          | constante                                                                                                | {\displaystyle A_{\rm {H}}(t)=e^{iH_{\rm {S}}~t/\hbar }A_{\rm {S}}e^{-iH_{\rm {S}}~t/\hbar }} | {\displaystyle A_{\rm {I}}(t)=e^{iH_{0,\mathrm {S} }~t/\hbar }A_{\rm {S}}e^{-iH_{0,\mathrm {S} }~t/\hbar }}            |
| Matriz de densidade | {\displaystyle \rho _{\rm {S}}(t)=e^{-iH_{\rm {S}}~t/\hbar }\rho _{\rm {S}}(0)e^{iH_{\rm {S}}~t/\hbar }} | constante                                                                                     | {\displaystyle \rho _{\rm {I}}(t)=e^{iH_{0,\mathrm {S} }~t/\hbar }\rho _{\rm {S}}(t)e^{-iH_{0,\mathrm {S} }~t/\hbar }} |

### Representações
A forma original da equação de Schrödinger depende da escolha de uma representação particular das relações de comutação canônicas de Heisenberg. O teorema de Stone e von Neumann determina que todas as representações irredutíveis das relações de comutação de Heisenberg de dimensão finita são unitariamente equivalentes. Uma compreensão sistemática de suas consequências levou à formulação do espaço de fase da mecânica quântica, que funciona no espaço de fase completo em vez do espaço de Hilbert, então com um link mais intuitivo para o limite clássico dele. Esta representação também simplifica as considerações de quantização, a extensão da deformação da mecânica clássica para a quântica.[carece de fontes?]
O oscilador harmônico quântico é um sistema exatamente solucionável onde as diferentes representações são facilmente comparadas. Lá, além das representações de Heisenberg, ou Schrödinger (posição ou momento), ou espaço de fase, também se encontra a representação de Fock (número) e a representação de Segal e Bargmann (espaço de Fock ou estado coerente) (nomeada em homenagem a Irving Segal e Valentine Bargmann). Todas as quatro são unitariamente equivalentes.[carece de fontes?]

### Tempo como um operador
A estrutura apresentada até agora destaca o tempo como o parâmetro do qual tudo depende. É possível formular a mecânica de tal forma que o tempo se torne ele próprio um observável associado a um operador autoadjunto. No nível clássico, é possível parametrizar arbitrariamente as trajetórias de partículas em termos de um parâmetro não físico s, e nesse caso o tempo t se torna uma coordenada generalizada adicional do sistema físico. No nível quântico, as traduções em s seriam geradas por um "Hamiltoniano" H − E, onde E é o operador de energia e H é o Hamiltoniano "comum". No entanto, como s é um parâmetro que não é físico, os estados físicos devem ser deixados invariantes pela "s-evolução", e assim o espaço de estados físicos é o núcleo de H − E (isso requer o uso de um espaço de Hilbert manipulado e uma renormalização da norma).[carece de fontes?]
Isso está relacionado à quantização de sistemas restritos e à quantização de teorias de gauge. Também é possível formular uma teoria quântica de “eventos” onde o tempo se torna um observável.

## Problema de medição
A representação dada nos parágrafos anteriores é suficiente para a descrição de um sistema completamente isolado. No entanto, ela falha em explicar uma das principais diferenças entre a mecânica quântica e a mecânica clássica, isto é, os efeitos da medição. A descrição de von Neumann da medição quântica de um observável A, quando o sistema é preparado em um estado puro ψ é a seguinte (note, no entanto, que a descrição de von Neumann remonta à década de 1930 e é baseada em experimentos realizados durante esse tempo – mais especificamente o experimento de Compton e Simon; não é aplicável à maioria das medições atuais dentro do domínio quântico):[carece de fontes?]
- Seja A com resolução espectral {\displaystyle A=\int \lambda \,d\operatorname {E} _{A}(\lambda )} onde EA é a resolução da identidade (também chamada de medida do valor de projeção) associada a A. Então a probabilidade do resultado da medição estar em um intervalo B de R é |EA(B) ψ|2. Em outras palavras, a probabilidade é obtida integrando a função característica de B contra a medida aditiva contável [carece de fontes?]{\displaystyle \langle \psi \mid \operatorname {E} _{A}\psi \rangle }
- Se o valor medido estiver contido em B, então imediatamente após a medição, o sistema estará no estado (geralmente não normalizado) EA(B)ψ. Se o valor medido não estiver em B, substitua B pelo seu complemento para o estado acima.[carece de fontes?]

Por exemplo, suponha que o espaço de estados seja o espaço de Hilbert complexo n-dimensional Cn e A seja uma matriz hermitiana com autovalores λi, com autovetores correspondentes ψi. A medida de valor de projeção associada a A, EA, é então [carece de fontes?]{\displaystyle \operatorname {E} _{A}(B)=|\psi _{i}\rangle \langle \psi _{i}|} onde B é um conjunto de Borel contendo apenas o único autovalor λi. Se o sistema for preparado no estado [carece de fontes?]{\displaystyle |\psi \rangle }
Então a probabilidade de uma medição retornar o valor λi pode ser calculada integrando a medida espectral [carece de fontes?]{\displaystyle \langle \psi \mid \operatorname {E} _{A}\psi \rangle } sobre Bi. Isso dá trivialmente {\displaystyle \langle \psi |\psi _{i}\rangle \langle \psi _{i}\mid \psi \rangle =|\langle \psi \mid \psi _{i}\rangle |^{2}}
A propriedade característica do esquema de medição de von Neumann é que repetir a mesma medição dará os mesmos resultados. Isso também é chamado de postulado de projeção.[carece de fontes?]
Uma formulação mais geral substitui a medida de valor de projeção por uma medida de valor de operador positivo (POVM). Para ilustrar, tome novamente o caso de dimensão finita. Aqui, substituiríamos as projeções de classificação 1 [carece de fontes?]{\displaystyle |\psi _{i}\rangle \langle \psi _{i}|} por um conjunto finito de operadores positivos {\displaystyle F_{i}F_{i}^{*}} cuja soma ainda é o operador de identidade como antes (a resolução da identidade). Assim como um conjunto de resultados possíveis {λ1 ... λn}  é associado a uma medida de valor de projeção, o mesmo pode ser dito para uma medida de valor de operador positivo (POVM). Suponha que o resultado da medição seja λi. Em vez de entrar em colapso para o estado (que não é normalizado) [carece de fontes?]{\displaystyle |\psi _{i}\rangle \langle \psi _{i}|\psi \rangle } após a medição, o sistema agora estará no estado [carece de fontes?]{\displaystyle F_{i}|\psi \rangle }
Como os operadores Fi Fi* não precisam ser projeções mutuamente ortogonais, o postulado de projeção de von Neumann não é mais válido.[carece de fontes?]
A mesma formulação se aplica a estados mistos gerais.[carece de fontes?]
Na abordagem de von Neumann, a transformação de estado devido à medição é distinta daquela devido à evolução temporal de várias maneiras. Por exemplo, a evolução temporal é determinística e unitária, enquanto a medição não é determinística e não é unitária. No entanto, como ambos os tipos de transformação de estado levam um estado quântico a outro, essa diferença foi vista por muitos como insatisfatória. O formalismo da medida de valor de operador positivo (POVM) vê a medição como uma entre muitas outras operações quânticas, que são descritas por mapas completamente positivos que não aumentam o traço.[carece de fontes?]

## Lista de ferramentas matemáticas
Parte do folclore do assunto diz respeito ao livro didático de física matemática Métodos de Física Matemática, elaborado por Richard Courant dos cursos da Universidade de Göttingen de David Hilbert. A história é contada (por matemáticos) que os físicos haviam descartado o material como não interessante nas áreas de pesquisa atuais, até o advento da equação de Schrödinger. Naquele ponto, percebeu-se que a matemática da nova mecânica quântica já estava definida nele. Também é dito que Heisenberg havia consultado Hilbert sobre sua mecânica matricial, e Hilbert observou que sua própria experiência com matrizes de dimensão infinita havia derivado de equações diferenciais, conselho que Heisenberg ignorou, perdendo a oportunidade de unificar a teoria como Weyl e Dirac fizeram alguns anos depois. Qualquer que seja a base das anedotas, a matemática da teoria era convencional na época, enquanto a física era radicalmente nova.[carece de fontes?]
As principais ferramentas incluem:
- álgebra linear: números complexos, autovetores, autovalores
- análise funcional: espaços de Hilbert, operadores lineares, teoria espectral
- equações diferenciais: equações diferenciais parciais, separação de variáveis, equações diferenciais ordinárias, teoria de Sturm e Liouville, autofunções
- análise harmônica: transformadas de Fourier